# Малые ракетные корабли проекта 21631
Малые ракетные корабли проекта 21631 «Буян-М» — серия российских многоцелевых малых ракетно-артиллерийских кораблей (МРК) 3-го ранга малого водоизмещения с управляемым ракетным вооружением ближней морской зоны класса «река-море». Официальное назначение кораблей этого проекта  — охрана и защита экономической зоны государства во внутренних морских бассейнах.
На июнь 2024 года — построено 12 кораблей (11 в составе флота, 1 находится на испытаниях).

## История проектирования
Проект разработан Зеленодольским проектно-конструкторским бюро (см. Зеленодольский завод имени А. М. Горького) для ВМФ России.

## Конструкция
В отличие от своего прототипа — малого артиллерийского корабля проекта 21630 — МРК проекта 21631 имеет почти в два раза большее полное водоизмещение (949 тонн против 560 тонн), а также большую длину и ширину.
Изначально предусматривалась установка четырёх V-16-цилиндровых дизельных двигателей 16V4000M90 немецкой компании «MTU» и редукторов «ZF», но после введения запретных антироссийских санкций, начиная с 6-го корабля серии «Вышний Волочёк», они заменены на четыре 20-цилиндровых V-20 четырёхтактных с системой «Common Rail» и турбонаддувом дизельных двигателя «HND» CHD622V20 китайской компании «Henan Diesel Engine Industry Company» («HND»), поставленных ООО «Морские пропульсивные системы».
Начиная с 10-го корабля серии «Град», в рамках программы импортозамещения, планируется устанавливать российскую энергоустановку, состоящую из двух двухвальных дизель-реверс-редукторных агрегатов ДРРА-6000 на базе двух V-16-цилиндровых дизелей 16Д49 «Коломенский завод» по 6000 л. с. и двух редукторов ПАО «Звезда» из Санкт-Петербурга, а также локальную систему управления НПО «Аврора». Имеет программное обеспечение на базе ОС «Linux».

### Вооружение
Корабль оборудован установкой вертикального пуска (УВП) 3С14 на 8 крылатых ракет «Оникс», в перспективе 3M22 «Циркон», а также «Калибр», позволяющей наносить удары этими ракетами по наземным целям на расстояние до 1500 км (с неядерной боевой частью), по другим данным до 2500 км; Противокорабельные ракеты из состава комплекса «Калибр» могут поражать морские цели на расстоянии до 500 км.
Артиллерийское вооружение корабля представлено одной 100-мм АУ А-190 «Универсал» и одной 30-мм автоматической АУ АК-630М-2 «Дуэт» с двумя шестиствольными вращающимися орудиями. МРК также вооружён двумя пусковыми установками ЗУР 3М-47 «Гибка Р», двумя 14,5-мм и тремя 7,62-мм пулемётами.

## Строительство
В тендере на строительство кораблей проекта 21631 участвовало девять судостроительных предприятий, выиграл его Зеленодольский ССЗ 17 мая 2010 года, а уже 28 мая был подписан контракт на строительство пяти кораблей данной серии.
Изначально планировалось построить всего 8—10 кораблей этого проекта, для пополнения корабельного состава Каспийской флотилии и Черноморского флота России, но в дальнейшем появилась информация, что серия будет состоять из 9 кораблей — 3 для Каспийской флотилии и 6 для Черноморского флота. В конечном итоге, принято было решение о строительстве 12-ти кораблей проекта для Черноморского, Балтийского флотов, а также Каспийской флотилии ВМФ России; с возможным продлением серии для других флотов.
На церемонии закладки головного корабля «Град Свияжск» присутствовали премьер-министр Республики Татарстан И. Ш. Халиков, командующий Каспийской флотилией контр-адмирал В. В. Куликов, заместитель Начальника департамента ВМФ ФГУП «Рособоронэкспорт» В. Ю. Комаров, главный наблюдающий от ВМФ проекта 21631 С. Н. Михеев и другие.
22 июля 2011 года на предстапельной площадке цеха № 18 «Зеленодольского судостроительного завода им. А. М. Горького» был заложен первый серийный корабль проекта 21631 «Углич» (заводской № 632) — второй в серии.
В 2014 году, в связи с введением санкций против России, немецкая компания «MTU» в конце года приостановила поставку двигателей предусмотренных проектом. Тем не менее со слов представителя «Зеленодольского ССЗ»: — «замена немецким дизелям уже найдена и строительство кораблей приостанавливаться не будет».
Двигатели с 6-го корабля «Вышний Волочёк» стала поставлять китайская компания «HND», а с 10-го корабля «Град» дизели АО «Коломенский завод», редукторы ПАО «Звезда» из Санкт-Петербурга.
По планам, озвученным пресс-службой ВМФ России 2015 году, отечественный флот должен был получить порядка 10 МРК до 2019 года. Реально на начало 2021 года в строю находятся 9 кораблей проекта. В сентябре 2016 года, в ходе международного военно-технического форума «Армия-2016», между МО РФ и Зеленодольским судостроительным заводом был подписан контракт на постройку трёх дополнительных МРК «Буян-М». При этом предполагается, что корабли, закладка которых планируется на 2017 год, оснастят новой РЛС с активной фазированной решеткой и зенитным ракетно-пушечным комплексом «Панцирь-МЕ», который, по мнению проектировщиков, должен обеспечить кораблям достаточный уровень защищённости.

## Боевое применение
7 октября 2015 года, в ходе военной операции России в Сирии, три МРК проекта 21631 («Углич», «Град Свияжск» и «Великий Устюг») и РК проекта 11661К «Дагестан» из акватории Каспийского моря обстреляли позиции террористической организации «Исламское государство» в Сирии. Было произведено 26 пусков крылатых ракет морского базирования 3М14 «Калибр» по 11 наземным целям, находящимся на удалении около 1500 км.
20 октября 2015 года Каспийская флотилия нанесла второй удар по объектам ИГ; в операции участвовали те же корабли, что и 7 октября. Четыре корабля выпустили 18 крылатых ракет «Калибр-НК» с фугасной боевой частью, поражены 7 целей.
19 августа 2016 года из района огневых позиций в восточной части Средиземного моря малыми ракетными кораблями Черноморского флота «Зеленый Дол» и «Серпухов» в ходе боевого маневрирования выполнено три пуска крылатых ракет морского базирования «Калибр» по целям террористической группировки «Джебхат ан-Нусра» на территории Сирии.
К началу вторжения в Украину Россия в Черном море имела 4 корабля проекта 21631: «Вышний Волочек», «Орехово-Зуево», «Ингушетия» и «Грайворон»

## Оценка проекта

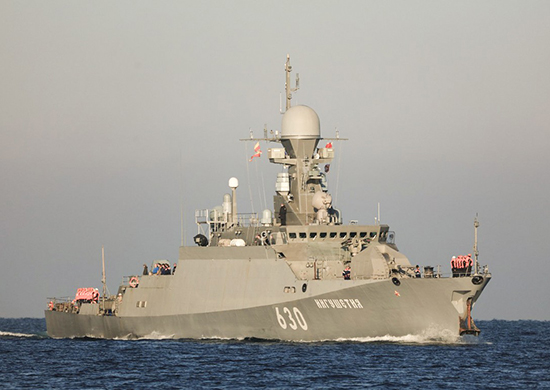
Малый ракетный корабль «Ингушетия»

Небольшая ширина, высота и осадка корабля позволяют ему вписаться в габариты шлюзов, а также проходить под пролётами мостов Волго-Балтийского Водного Пути. Благодаря размерам корабль может войти и в Каспийское море.
Корабли относятся к классу «река-море», поэтому способны передвигаться по рекам, озёрам, лиманам и мелководным заливам. МРК «Буян-М» способны передвигаться по Волго-Донскому, Московскому, Волго-Балтийскому, Беломорско-Балтийскому каналам. Это позволяет им оперативно перебазироваться, например, из Чёрного моря в Балтийское по внутренним водным артериям страны, находясь в относительной безопасности.
Класс корабля «река-море» предопределяет действия поблизости от берега или даже из рек, что объясняет сниженную мореходность и ослабленное ПВО корабля: такие относительно небольшие корабли, перемещаясь внутри страны по речным путям, могут пользоваться прикрытием ПВО страны, сухопутных войск, фронтовой авиации ВКС РФ. Переброска их по речным путям позволяет сильно сократить время выведения на оперативный театр боевых действий, тогда как перебазирование из Чёрного моря в Балтийское через Гибралтар и Ла-Манш занимает в несколько раз большее время и в военное время становится опасным.
Существенным моментом являлось то, что Договор о ликвидации ракет средней и малой дальности, действовавший во время разработки и закладки кораблей, запрещал наземное базирование крылатых ракет, аналогичных «Калибр» с дальностью в 2500 км, но не морское, в то время как корабль-носитель таких ракет — сравнительно недорог и пользуется преимуществом ведения огня из акваторий, где ему не угрожает флот вероятного противника, а действия авиации противника частично скованы береговой ПВО.
Главными недостатками малых ракетных кораблей проекта 21631 являются слабая ПВО (представлена ЗАК АК-630М-2 и двумя ЗРК «Гибка» с ЗУР малой дальности, использующимися также в ПЗРК), ограниченная автономность (дальность 2500 миль) и недостаточная мореходность, делающая практически невозможным применение их при шторме свыше 5 баллов.

## Корабли проекта
Корабли постройки АО «Зеленодольский завод имени А. М. Горького»
| №  | Название         | Бортовой № | Заводской № | Закладка   | Спуск на воду | Передача флоту | Место службы | Состояние                   | Примечания               |
| -- | ---------------- | ---------- | ----------- | ---------- | ------------- | -------------- | ------------ | --------------------------- | ------------------------ |
| 1  | «Град Свияжск»   | 652        | 631         | 27.08.2010 | 09.03.2013    | 27.07.2014     | КФл          | В строю                     | В составе 106-й БрНК КФл |
| 2  | «Углич»          | 653        | 632         | 22.07.2011 | 10.04.2013    | 27.07.2014     | КФл          | В строю                     | В составе 106-й БрНК КФл |
| 3  | «Великий Устюг»  | 651        | 633         | 27.08.2011 | 21.05.2014    | 19.12.2014     | КФл          | В строю                     | В составе 106-й БрНК КФл |
| 4  | «Зелёный Дол»    | 562        | 634         | 29.08.2012 | 02.04.2015    | 12.12.2015     | БФ           | В строю                     | В составе 36-й БрРК БФ   |
| 5  | «Серпухов»       | 563        | 635         | 25.01.2013 | 03.04.2015    | 12.12.2015     | БФ           | В строю                     | В составе 36-й БрРК БФ   |
| 6  | «Вышний Волочёк» | 609        | 636         | 29.08.2013 | 18.05.2016    | 01.06.2018     | ЧФ           | В строю                     | В составе 41-й БрРК ЧФ   |
| 7  | «Орехово-Зуево»  | 626        | 637         | 29.05.2014 | 17.06.2018    | 10.12.2018     | ЧФ           | В строю                     | В составе 41-й БрРК ЧФ   |
| 8  | «Ингушетия»      | 630        | 638         | 29.08.2014 | 11.06.2019    | 28.12.2019     | ЧФ           | В строю                     | В составе 41-й БрРК ЧФ   |
| 9  | «Грайворон»      | 600        | 639         | 10.04.2015 | 14.04.2020    | 30.01.2021     | ЧФ           | В строю                     | В составе 41-й БрРК ЧФ   |
| 10 | «Град»           | 575        | 640         | 24.04.2017 | 17.09.2021    | 29.12.2022     | БФ           | В строю                     | В составе 36-й БрРК БФ   |
| 11 | «Наро-Фоминск»   | 595        | 641         | 23.02.2018 | 09.12.2022    | 25.12.2023     | БФ           | В строю                     | В составе 36-й БрРК БФ   |
| 12 | «Ставрополь»     | 555        | 642         | 12.07.2018 | 11.06.2024    | 2025           | БФ           | Заводские ходовые испытания | В составе 36-й БрРК БФ   |

Цвета таблицы:

Белый — не достроен или утилизирован без спуска на воду

 Зелёный  — действующий в составе ВМФ России

 Синий — находится в ремонте или на модернизации

 Серый — выведен за штат, находится на консервации, хранении или отстое

 Красный  — списан, утилизирован или потерян